# Ivan Jankov
Ivan Jankov Marinov (in bulgaro Иван Янков Маринов?; Oreshak, 7 giugno 1951) è un ex lottatore bulgaro, specializzato nella lotta libera.

## Palmarès

### Olimpiadi
- 1 medaglia:
  - 1 argento (Mosca 1980 nei pesi leggeri)